# Condado de Sullivan (Nova Hampshire)
O Condado de Sullivan é um dos 10 condados do estado norte-americano de Nova Hampshire. A sede do condado é Newport, e a sua maior cidade é Claremont.
O condado tem uma área de 1 430 km², dos quais 39 km² estão cobertos por água, uma população de 40 458 habitantes, e uma densidade populacional de 29 hab/km² (segundo o censo nacional de 2000).
O condado foi fundado em 1827 e o seu nome é uma homenagem a John Sullivan (1740-1795), militar participante na Guerra da Independência dos Estados Unidos.